# U.S. Post Office Poughkeepsie

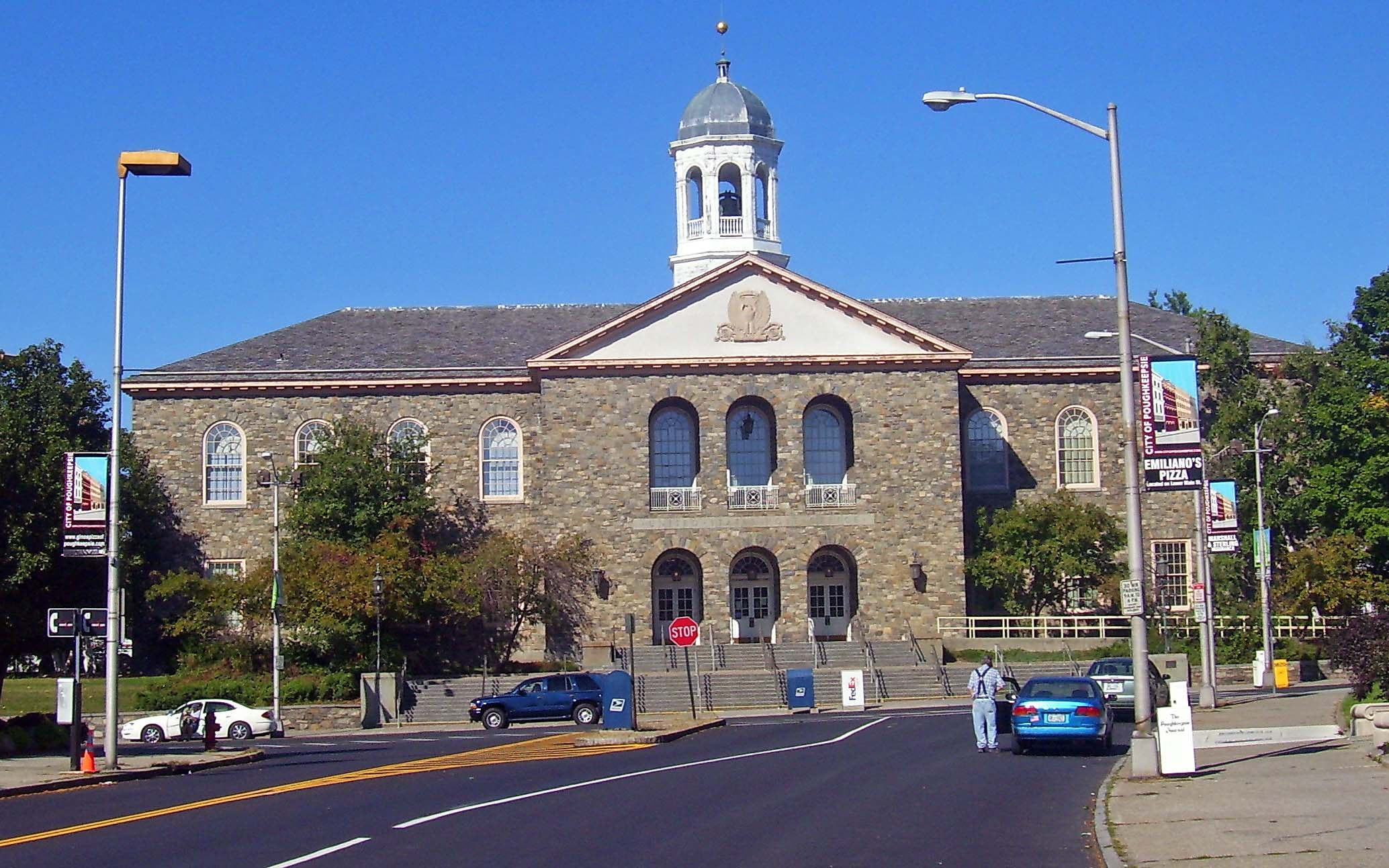
Ansicht auf das Post Office von Süden her (2007).

Das zentrale U.S. Post Office in Poughkeepsie befindet sich an der Kreuzung von Market Street (der westwärts führenden Trasse des U.S. Highways 44) und Mills Street (der New York State Route 55) im Zentrum der City of Poughkeepsie, New York, tatsächlich ist die Adresse allerdings 55 Mansion Street. Das Postamt ist für den ZIP Code 12601 zuständig, der die City of Poughkeepsie und die Teile der Town of Poughkeepsie abdeckt, die an die City angrenzen. Etwa einhundert Personen sind hier angestellt und täglich werden etwa 300.000 Poststücke abgefertigt. Es wurde 1989 in das National Register of Historic Places aufgenommen.

## Geschichte
Das Gebäude war das zweite von fünf Postämtern im Dutchess County New Yorks, das während des New Deals durch die Works Progress Administration errichtet wurde. Es war das erste davon, bei dem US-Präsident Franklin D. Roosevelt sich persönlich für die Gestaltung interessierte. Roosevelt stammte aus dem nahegelegenen New York. Dieser hatte erstmals 1928 von seinem Wunsch geschrieben, im Rahmen der Denkmalpflege die Steingebäude im Tal des Hudson Rivers zu erhalten, die durch die frühen niederländische Siedler in der Region errichtet wurden, einschließlich seiner Vorfahren. Roosevelt befürchtete, dass dieser einfache und bescheidene Stil dieser aus Feldsteinen gebauten Hauser verschwinden würde. Für ihn war dieser Baustil erstrebenswert und ein Vorbild für alle.
In den 1930er Jahren hatte bereits der sich unweit befindliche Ort Beacon ein neues Postamt erhalten, das durch Gilbert Stanley Underwood unter Verwendung der örtlich vorkommenden Feldsteine geplant wurde. Als die Planung des neuen Gebäudes für Poughkeepsie angegangen wurde, verlangte Finanzminister Henry Morgenthau, in dessen Zuständigkeit damals die US-Post fiel, dass das Bauwerk aus Feldsteinen im niederländischen Stil nach dem Vorbild des 1809 erbauten und inzwischen abgerissenen Courthouse des Countys gestaltet wurde. Der Architekt des Postamtes, Eric Kebbon, erfüllte diesen Forderungen, plante jedoch die Verwendung von Granit. Roosevelt wies ihn schließlich persönlich an, die Pläne nach seinen Wünschen abzuändern und stoppte die Bauarbeiten bis zu diesem Zeitpunkt.

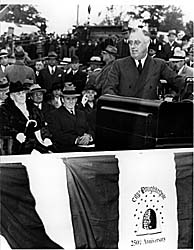
Roosevelt bei der Grundsteinlegung.

Roosevelt legte anlässlich von Feierlichkeiten zum 250. Jahrestag der Besiedlung am 13. Oktober 1937 selbst den Grundstein. Am Bau des 5670 m² großen Bauwerks waren in den nächsten beiden Jahren insgesamt 500 Arbeiter beteiligt.
Das Gebäude hat eine Lobby mit Wandmalereien, die sechs Szenen aus der örtlichen und bundesstaatlichen Geschichte zeigen, unter anderen auch die Ratifizierung der Verfassung der Vereinigten Staaten durch den Bundesstaat New York. Der Erfolg des Entwurfs veranlasste Roosevelt dazu, sich für eine ähnliche Bauausführung bei weiteren in Städten des Dutchess Countys zu bauenden Postämtern einzusetzen, etwa in Ellenville, Hyde Park, Rhinebeck und Wappingers Falls. Auch das neue Bürogebäude für die Zeitung Poughkeepsie Journal newspaper wurde dadurch beeinflusst.
Die Smithsonian Institution hat das Postamt von Poughkeepsie als eines von zehn Postämtern im Bundesstaat New York für seine Aufstellung der 500 schönsten Postamtsgebäude in den Vereinigten Staaten ausgewählt.